# BMW Z8
BMW Z8 — німецький задньоприводний автомобіль, що випускався фірмою BMW з 2000 по 2003 рік. Z8 був представлений як концепт-кар Z07 в 1997 році, який був розроблений Henrik Fisker в БМВ Designworks USA в Південній Каліфорнії. Z07 спочатку був задуманий як концепт-кар, щоб згадати легендарну модель BMW 507, яка випускалась з 1956 по 1959 роки. Z07 викликав сенсацію на '97 Tokyo Auto Show. Після успіху концепт-кару керівництво BMW ухвалило рішення про серійне виробництво малими партіями моделі під назвою Z8.
На авто встановлювали двигун 4.9 л BMW S62 V8 потужністю 400 к.с. від BMW M5 та 6-ст. МКПП.
Всього було побудовано 5703 екземплярів Z8 (з яких 555 "Alpina"), приблизно половина з яких було експортовано в США.

## Двигуни
- 4.9 л BMW S62B50 V8 400 к.с. 500 Нм
- 4.8 л BMW M62 V8 382 к.с. 520 Нм (Alpina V8 Roadster)

## Галерея

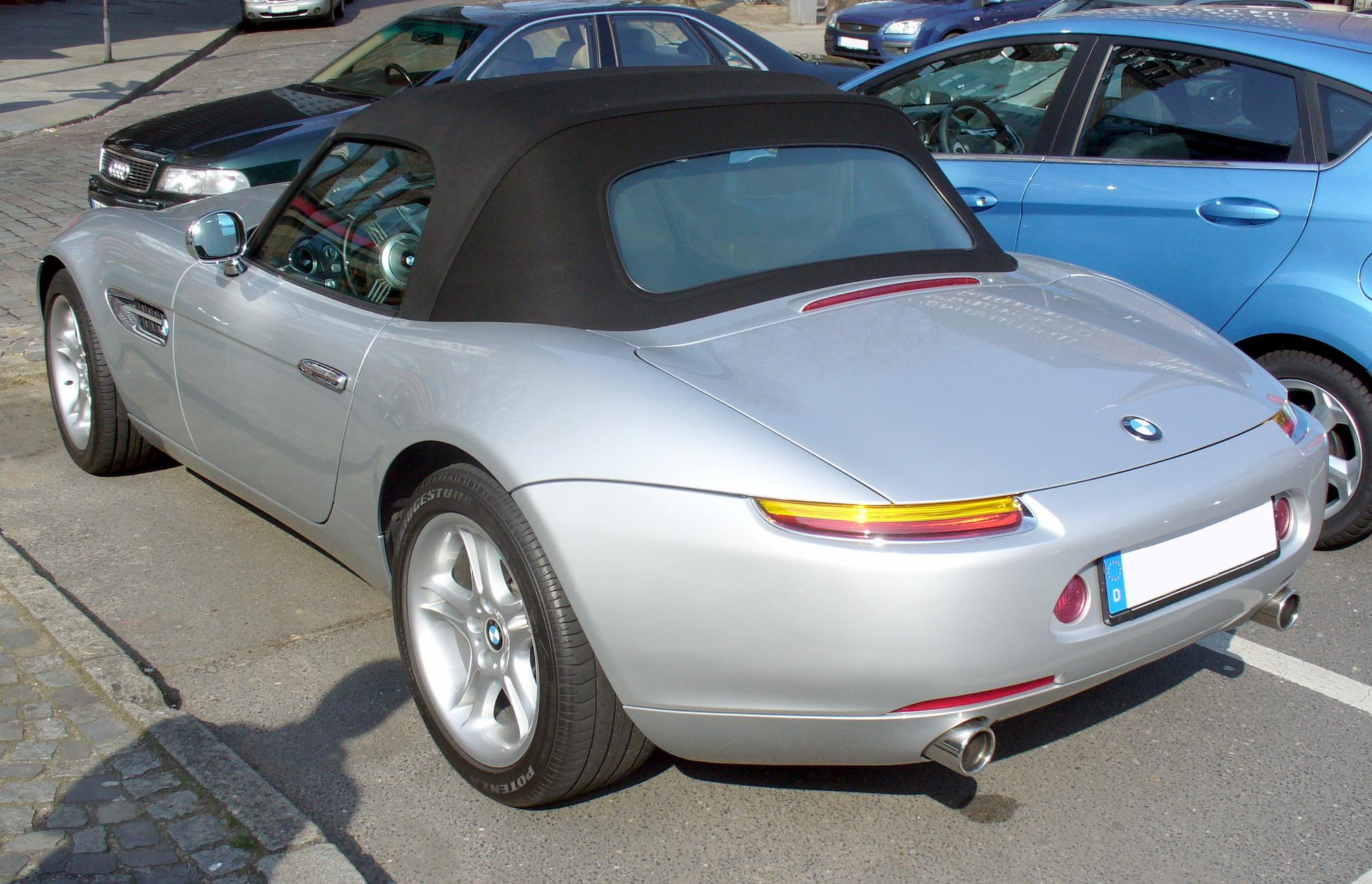
BMW Z8
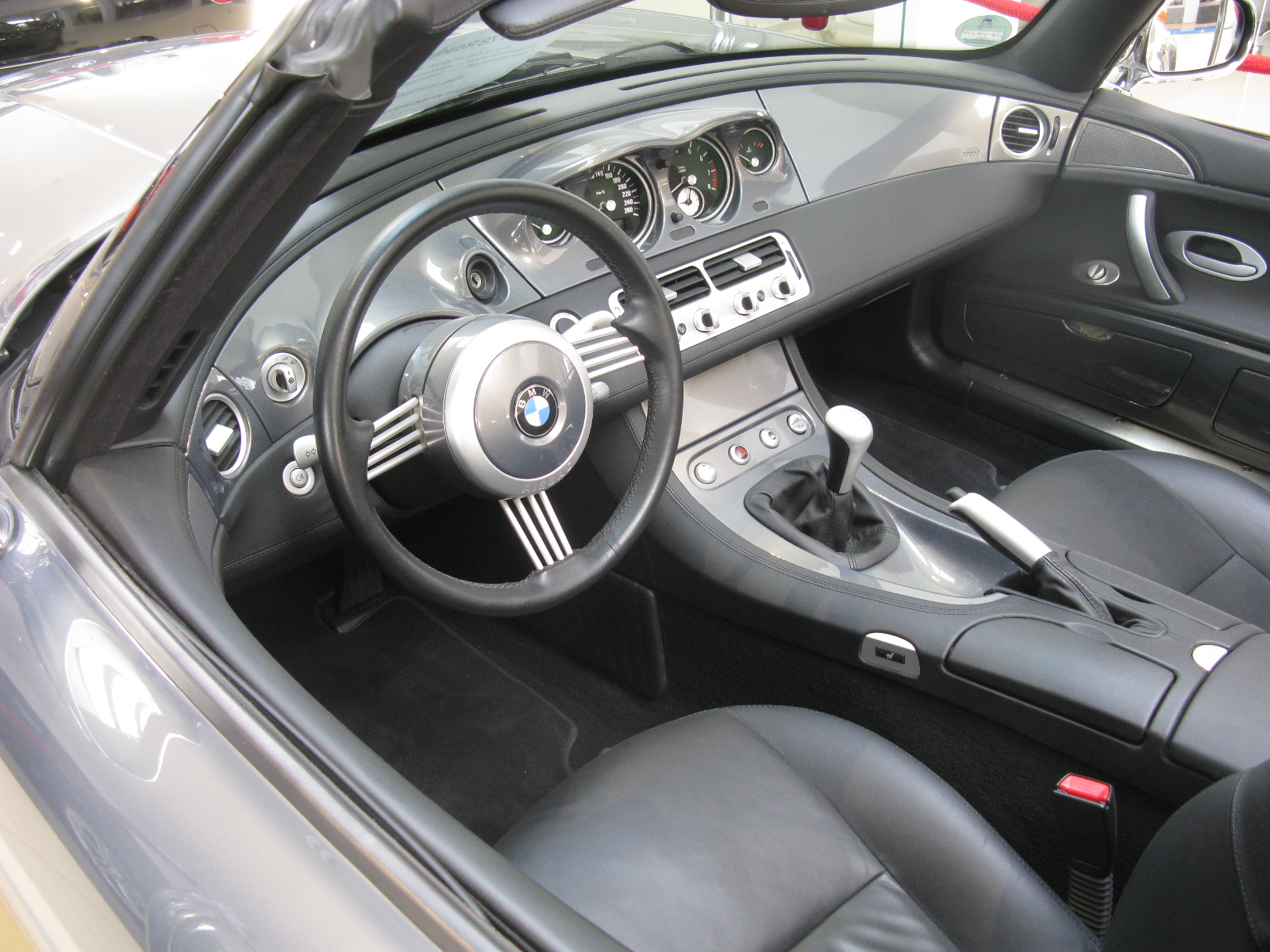
BMW Z8
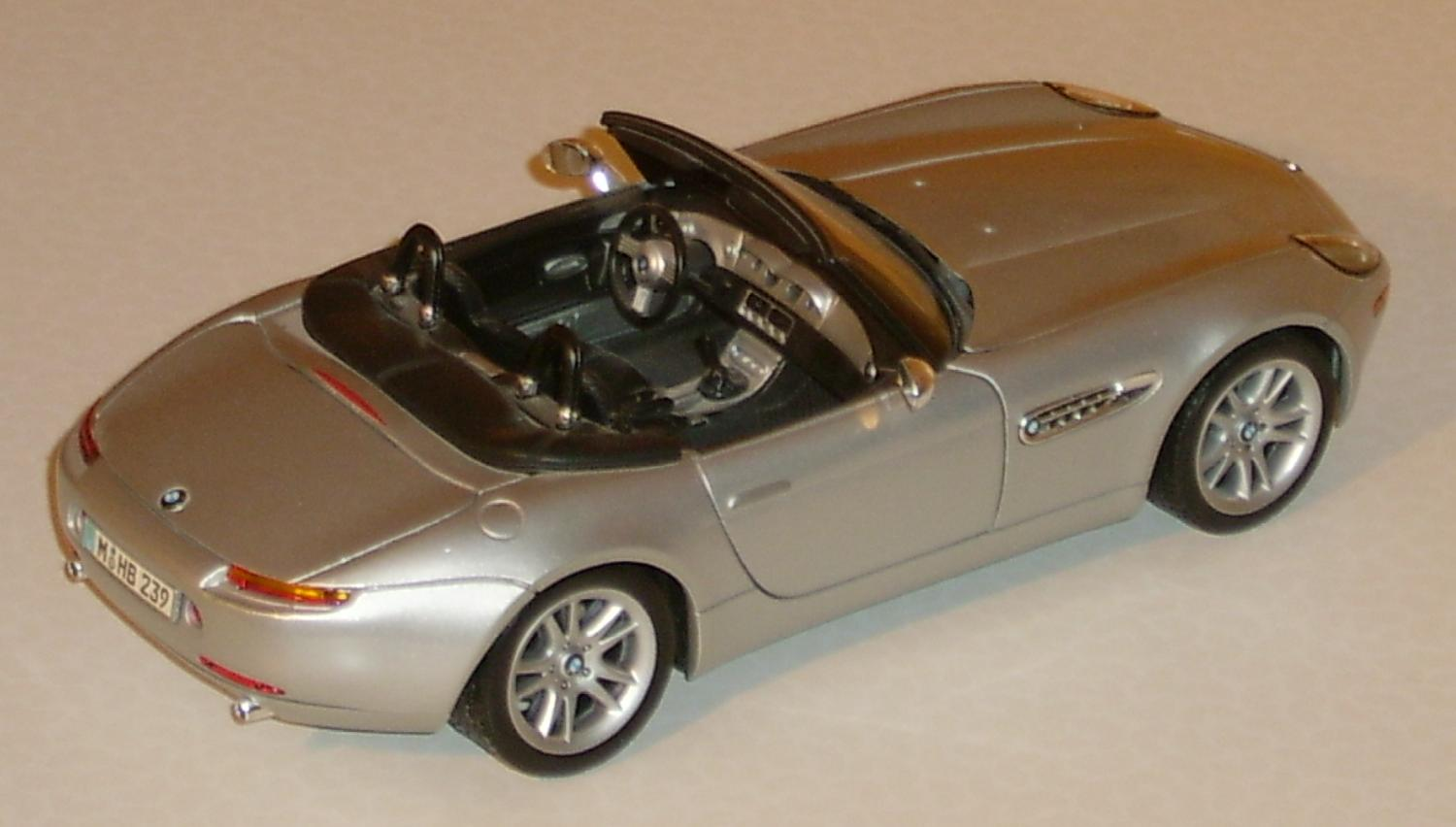
Maisto - модель Z8
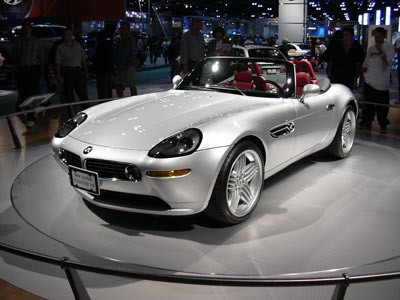
BMW Alpina Roadster V8
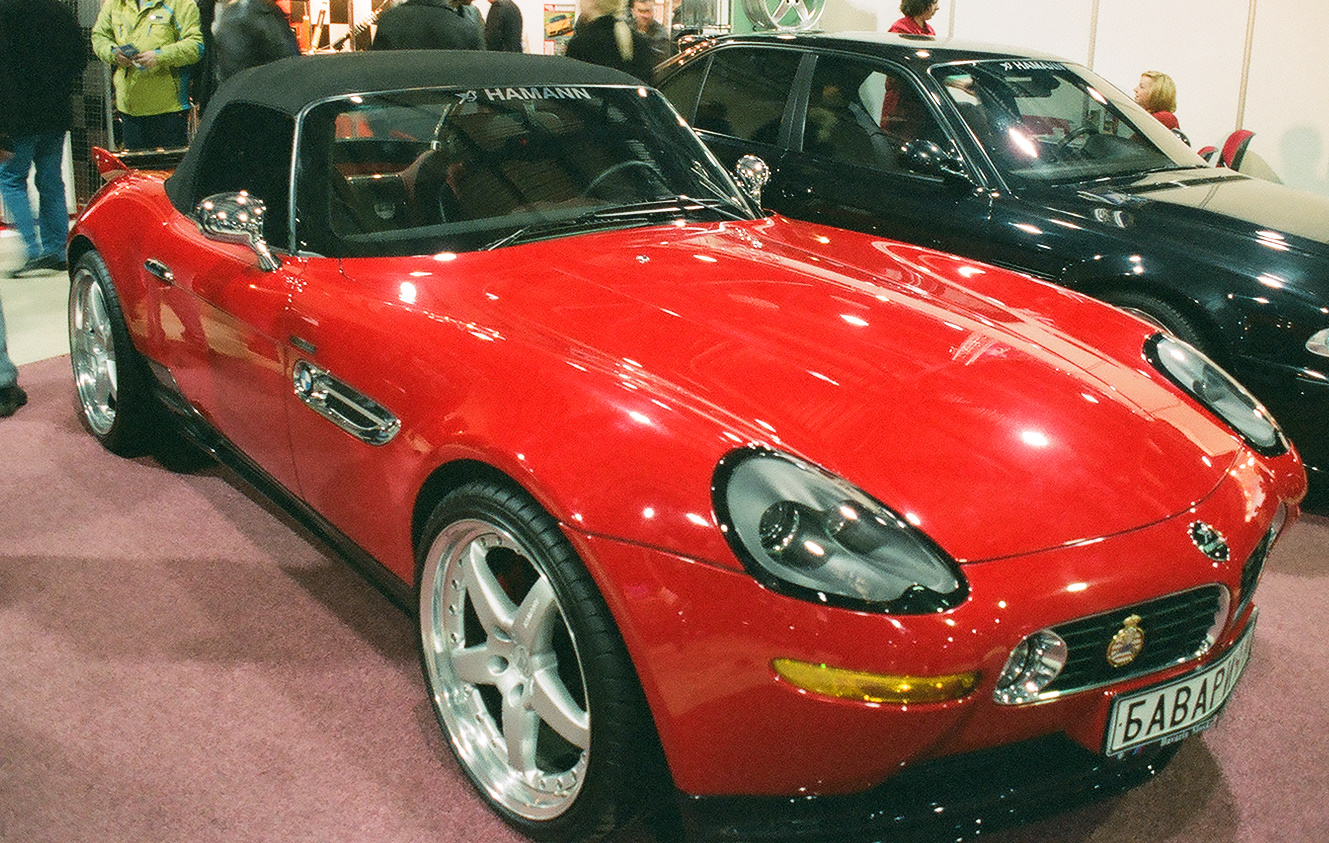
BMW Z8 Hamann (2003)

## Продажі в США
| Рік  | Штук |
| ---- | ---- |
| 2000 | 317  |
| 2001 | 970  |
| 2002 | 524  |
| 2003 | 439  |
| 2004 | 110  |
| 2005 | 17   |
| 2006 | 5    |